# Ectropothecium sublaxirete
Ectropothecium sublaxirete är en bladmossart som beskrevs av Hugh Neville Dixon 1943. Ectropothecium sublaxirete ingår i släktet Ectropothecium och familjen Hypnaceae. Inga underarter finns listade i Catalogue of Life.